# Cyclopogon eldorado
Cyclopogon eldorado är en orkidéart som först beskrevs av Jean Jules Linden och Heinrich Gustav Reichenbach, och fick sitt nu gällande namn av Rudolf Schlechter. Cyclopogon eldorado ingår i släktet Cyclopogon, och familjen orkidéer. Inga underarter finns listade i Catalogue of Life.